# Grüne Politik

Stilisierte Sonnenblume, internationales Symbol grüner Politik

Grüne Politik (manchmal auch als Ökopolitik bezeichnet) ist eine politische Strömung, die eine ökologisch nachhaltige Gesellschaft anstrebt, die auf Gewaltlosigkeit, sozialer Gerechtigkeit und konsequenter Demokratie beruht. Der Begriff entstand in der westlichen Welt in den 1970er Jahren, als sich grüne Parteien zuerst in Neuseeland, im Vereinigten Königreich und in Deutschland entwickelten. 

## Bezeichnung „Die Grünen“
Die deutsche Partei Die Grünen war 1980 die erste nationale Partei, die sich als „grün“ bezeichnete. Die Bezeichnung „Die Grünen“ geht auf ein im Juli 1978 in Bayern als „Die Grünen“ gegründetes Wahlbündnis von AUD, Grüne Aktion Zukunft und „Grüne Liste Bayern – Bund freier Wähler“ zurück. Die Bezeichnung lehnt sich an die Gepflogenheit an, Parteien politischen Farben zuzuordnen, so war etwa die Union zuvor als „die Schwarzen“ bezeichnet worden. Die erste nationale Umweltpartei weltweit war die Values Party, die im Mai 1972 im neuseeländischen Wellington gegründet wurde. Die daraus hervorgegangene Green Party wurde 1990 gegründet.

## Geschichte grüner Politik in Deutschland
Der Geschichtswissenschaftler Jens Ivo Engels unterscheidet in Bezug auf die frühe Umweltbewegung zwischen öffentlicher und nicht-öffentlicher Politik. Die 1973 gegründete Bremer Grüne Liste (BGL) verstand sich von Anfang an als Protestbewegung und war die erste politische Organisation, die den Begriff grün außerparlamentarisch und später auch innerparlamentarisch verwendete. Die ersten grünen Parteien wurden als „Ein-Themen-Parteien“ betrachtet, weil sie sich vor allem den Umweltschutz auf die Fahnen geschrieben hatten. Im Laufe der Jahre erweiterte sich das Themenfeld auf die Bereiche Energiepolitik, Atomenergie, Verkehrsentwicklung und auf die Diskussion zwischen Ökologie und Ökonomie. Dabei wurde teilweise der Unterschied gegenüber der staatlichen Umweltpolitik der sozialliberalen deutschen Bundesregierung seit 1969 betont. 1970 verabschiedete die Bundesregierung ein Sofortprogramm zum Umweltschutz und am 29. September 1971 das erste Umweltprogramm. Die FDP, die mit Hans-Dietrich Genscher den Innenminister stellte, war – ebenfalls 1971 – die erste Partei, die das Thema Umweltschutz in ihr Programm aufnahm.

## Vorgeschichte
Zur Vorgeschichte schreibt Engels: „Es ist nicht leicht zu bestimmen, welche Organisationen und Institutionen zu den notorischen Kandidaten für Widerstandsallianzen gehörten.“ So nennt er das Land Bremen, die Stadt Hannover, den Bund Naturschutz in Bayern, den Deutschen Tierschutzbund, die sich bereits 1957/1958 der Schutz- und Forschungsgemeinschaft Knechtsand anschlossen, „ein beeindruckendes Beispiel einer formellen Ausweitung einer lokalen Allianz“.
In der alten Bundesrepublik Deutschland entstand in den 1970er Jahren ein breites Spektrum neuer sozialer Bewegungen. Wichtige Strömungen waren die Umwelt-, Friedens-, Menschenrechts-, Dritte-Welt-, die Frauenbewegung und die Hausbesetzerbewegung. Zur stärksten Kraft entwickelte sich jedoch die Anti-Atomkraft-Bewegung. Die Integrationskraft des etablierten Parteiensystems hatte deutlich nachgelassen, denn nirgends, auch nicht innerhalb der SPD, konnten die Atomkraftgegner nennenswerten Einfluss gewinnen. Die Alternativbewegung trat deshalb zunächst als außerparlamentarische Opposition mit geringem Institutionalisierungsgrad auf.

Die „Lachende Sonne“, Logo der Anti-Atomkraft-Bewegung

International wurde die Bewegung beeinflusst von den Forderungen indigener Völker, zum Beispiel auch im Zusammenhang mit dem Protest gegen große industrielle Vorhaben (Bau von Großstaudämmen, Erdöl- oder Uranförderung, Atomtests, Entsorgung von Giftmüll).
Eine Initialzündung für die aufkommende Ökologiebewegung war der Bericht „Die Grenzen des Wachstums“ (The Limits to Growth) des Club of Rome, der 1972 erschien und erstmals Umweltthemen ins Zentrum des allgemeinen Bewusstseins rückte. Es folgte eine Reihe weiterer Bücher, die die Auseinandersetzung mit dem Thema vorantrieben, darunter 1975 Ende oder Wende des früheren SPD-Bundesministers für wirtschaftliche Zusammenarbeit, Erhard Eppler, und Ein Planet wird geplündert des CDU-Bundestagsabgeordneten Herbert Gruhl sowie 1977 Small is Beautiful von Ernst Friedrich Schumacher und die 1980 veröffentlichte Studie Global 2000.
Große traditionelle Naturschutz- und Umweltorganisationen wie der Deutsche Bund für Vogelschutz (gegründet 1899, heute NABU), der Deutsche Heimatbund als Dachverband der Heimatvereine (1904), die Schutzgemeinschaft Deutscher Wald (1947), der Weltbund zum Schutz des Lebens (in Deutschland seit 1960), die ursprünglich sozialistisch, später sozialdemokratisch geprägten Naturfreunde (1895) und der 1963 gegründete WWF unterstützten die Ökologiebewegung. 1971 wurde der Bund für Umweltschutz und 1975 der Bund für Umwelt und Naturschutz Deutschland (BUND) gegründet. Als Dachverband der großen Naturschutzorganisationen existierten seit 1950 der Deutsche Naturschutzring und für die Bürgerinitiativen im Umweltschutzbereich seit 1972 der Bundesverband Bürgerinitiativen Umweltschutz (BBU). Viele Umweltschützer waren christlich bzw. konservativ geprägt, um die Bewahrung der Schöpfung besorgt und hatten die christliche Soziallehre verinnerlicht. Ein Beispiel für die konservative Haltung sind die Publikationen des Weltbundes zum Schutz des Lebens (WSL), der im Mai 1978 schrieb: „Die technische Fortschrittseuphorie unseres Jahrhunderts erweist sich in diesen Tagen als der größte Irrtum und Irrweg, den die Menschheit in ihrer Geschichte gegangen ist.“
Die Wahlerfolge linker Wahlbündnisse unter Einschluss von Umweltschützern bei den französischen Kommunalwahlen im März 1977 verstärkten auch innerhalb der westdeutschen Gruppen Überlegungen, sich an Wahlen zu beteiligen und dabei eine eigene parlamentarisch Kraft zu entwickeln, zumal angesichts der massiven Polizeimaßnahmen im Zusammenhang mit den Anti-AKW Protesten der außerparlamentarische Widerstand nicht mehr steigerungsfähig erschien. Nachdem ein erstes Atomkraftwerk in Wyhl am Kaiserstuhl von der örtlichen Bevölkerung verhindert worden war, kam es 1976/77 zu einer Eskalation in der Unterelbe-Region. Bei Hamburg gab es bereits Atomkraftwerke in Krümmel, Stade und Brunsbüttel, als von der schleswig-holsteinischen CDU-Landesregierung zusammen mit der SPD-geführten Bundesregierung unter Helmut Schmidt Brokdorf als weiterer Standort durchgesetzt wurde. Dessen Baubeginn führte zur bundesweiten Massenmobilisierung und zur „Schlacht um Brokdorf“, während der es zu Gewalttätigkeiten von Polizei und Demonstranten kam.
Als erster Grüner Politiker, der in ein nationales Parlament gewählt wurde, gilt Daniel Brélaz, der 1978 in der Westschweiz für die regionale Umweltschutzgruppe Groupement pour la protection de l'environnement und ihrem ausgearbeiteten politischen Programm den Kanton Waadt im schweizerischen Nationalrat vertrat.

## Organisationen
Heute sind grüne Parteien in vielen Ländern der Erde vertreten. Die folgenden Ausführungen stellen daher nur einen Ausschnitt dar.

### Deutschland
Die Bremer Grüne Liste (BGL) wurde 1973 gegründet, und in den folgenden Jahren entstanden weitere grüne Parteien wie die Grüne Liste Umweltschutz (GLU) 1977. Die GLU trat 1977 bei den Kommunalwahlen in Niedersachsen an und erhielt mit 1,2 % einen Sitz im Kreistag des Landkreises Hildesheim.
Am 12. Juli 1978 trat der deutsche Bundestagsabgeordnete Herbert Gruhl unter großer Medienresonanz aus der CDU aus, behielt aber sein parlamentarisches Mandat. Aus diesem Anlass verlas er in der Fernsehsendung Report einen offenen Brief an den damaligen Bundesvorsitzenden der CDU und späteren Bundeskanzler Helmut Kohl, in dem er der CDU vorwarf, an der Wachstumspolitik der 1960er Jahre festzuhalten und damit die „völlig neue Problemstellung der heutigen Welt“ in wirtschaftlicher und ökologischer Hinsicht zu verkennen. Seinen Parteiaustritt aus der CDU begründete Gruhl außerdem mit deren „Forderung nach der Neutronenwaffe“. Einen Tag nach der Trennung von der CDU gründete Gruhl die Grüne Aktion Zukunft (GAZ). Unterstützt wurde er in den Folgejahren von Franz Alt, der erst 1988 aus der CDU austrat.
Bei der Landtagswahl am 15. Oktober 1978 in Bayern bildeten die Aktionsgemeinschaft Unabhängiger Deutscher (AUD), die GAZ und die von ehemaligen CSU-Mitgliedern gegründete „Grüne Liste Bayern“ (GLB) ein Wahlbündnis, das sich erstmals den Namen „Die Grünen“ gab.
Im Oktober 1979 zog die Bremer Grüne Liste mit 5,1 % in das Landesparlament des Stadtstaates ein. Im März 1980 gelang den Grünen in Baden-Württemberg mit 5,3 % der erste Einzug in das Parlament eines Flächen-Bundeslandes.

ÖDP-Logo von 1982 bis 1997

Am 13. Januar 1980 wurde in Karlsruhe die Partei Die Grünen gegründet. Im Laufe der Jahre entstanden weitere ökologisch orientierte Kleinparteien, teilweise als Abspaltungen von den Grünen, wie etwa die ÖDP 1982, die Ökologische Linke 1991 und die Partei Mensch Umwelt Tierschutz 1993.
Der Einzug der Grünen in den Bundestag 1983 und der Beginn der parlamentarischen Arbeit als Teil der Opposition gegen den damaligen Bundeskanzler Helmut Kohl (CDU) war ein bedeutender Schritt zur Anerkennung dieser neuen politischen Strömung.

Grüne Partei in der DDR 1989–1990

1988 entstand als ein wichtiges Anzeichen für die grundlegende Änderungen in der DDR das Grün-Ökologische Netzwerk Arche in der damaligen DDR. Bei einem Gründungstreffen der Grünen Liga am 18. November 1989 gab die "Arche" mit einem zeitgleichen Gründungsaufruf den Anstoß für die Gründung einer eigenen Grünen Partei.
Die Grüne Liga wurde in der DDR ebenfalls in der Wendezeit 1989/1990 als „Netzwerk ökologischer Bewegungen“ gegründet. Das formale Gründungstreffen erfolgte am 3. Februar 1990 in Halle/Saale. Die Wurzeln der Grünen Liga liegen in der kirchlichen Umweltbewegung. Sie verfolgte das Ziel, möglichst alle ostdeutschen Umweltgruppen zu vernetzen, trat aber nur 1989/1990 als parteipolitische Organisation in Erscheinung. Im Jahr 2003 hatte das Netzwerk etwa 29.000 Mitglieder.
Von Februar bis April 1990 waren die Grüne Partei und die Grüne Liga jeweils mit einem Minister ohne Geschäftsbereich im Kabinett Modrow vertreten. Einen Tag nach der ersten gesamtdeutschen Bundestagswahl, am 3. Dezember 1990, fusionierte die Grüne Partei (mit Ausnahme des sächsischen Landesverbandes) mit den westdeutschen Grünen.
Die Ökologische Linke wurde im Jahr 1991 vor allem auf Initiative von Jutta Ditfurth gegründet und bezeichnet sich selbst als ökosozialistisch. Sie hatte allerdings nur noch eine geringe kommunalpolitische Bedeutung.
Am 14. Mai 1993 vereinigten sich die Grünen mit dem Bündnis 90, einer Partei, in der sich 1991 mehrere Bürgerbewegungen der früheren DDR zusammengeschlossen hatten, zum Bündnis 90/Die Grünen. Diese Partei gewann zunehmend an Bedeutung, während alle anderen grünen und der ökologischen Bewegungen nahestehenden Parteien in Deutschland vor allem aufgrund der Mitgliederbewegung nur noch ein geringes mediales Echo fanden. Allein die Partei Mensch Umwelt Tierschutz und die ÖDP konnten sich mit etwa 2000 bzw. 6000 Mitgliedern und zahlreichen kommunalpolitischen Mandaten unter den zehn stärksten Parteien in Deutschland behaupten.

Bündnis 90/Die Grünen, Logo seit 2008 (ab 2017 mit veränderter Farbgebung)

### International

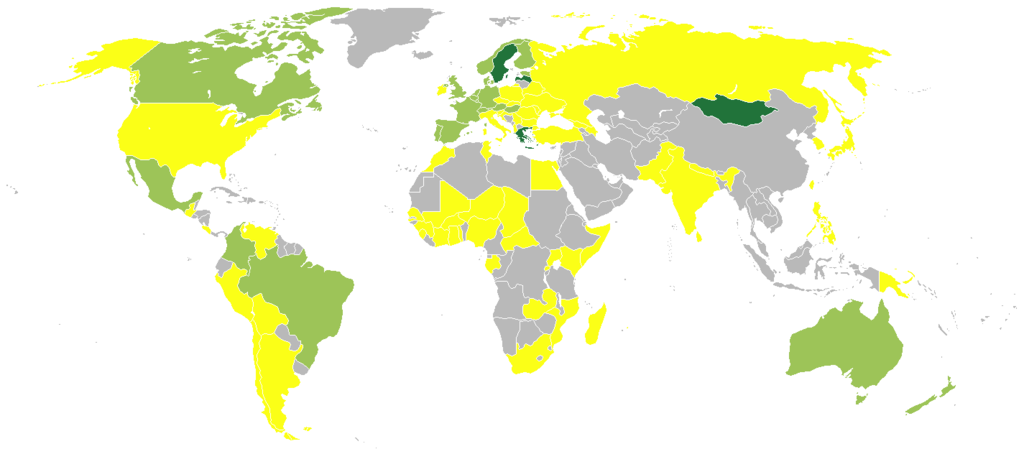
Grüne Parteien in nationalen Regierungen (dunkelgrün), nationalen Parlamenten (hellgrün) und ohne nationale Sitze (gelb) – Stand Januar 2016

Im Vorlauf der Europawahl 1979 gründete sich auf Initiative der deutschen Grünen Liste Umweltschutz die Europäische Ökologische Aktion (ECOROPA), die Parteien und Wählervereinigungen aus 14 Ländern umfasste. Nur die italienische Partito Radicale konnte in ein nationales Parlament einziehen. Sie bestand bereits seit 1955, war antiautoritär und (links-)libertär und diente auch als Sammelbecken der neuen sozialen Bewegungen, war aber keine grüne Partei im eigentlichen Sinne. 1983 schied sie aus dem europäischen Verband grüner Parteien aus. Auch in den Niederlanden, Dänemark und Norwegen wurden „grüne“ Themen von bestehenden Parteien aufgegriffen, namentlich der Socialistisk Folkeparti in Dänemark, Sosialistisk Folkeparti in Norwegen sowie Pacifistisch Socialistische Partij und Politieke Partij Radikalen in den Niederlanden. Deshalb kam es dort zunächst nicht zur Herausbildung „rein“ grüner Parteien bzw. spielten diese keine wesentliche Rolle.
Im Vorfeld der Konferenz der Vereinten Nationen über Umwelt und Entwicklung trafen sich rund 200 Vertreter grüner Gruppen aus 28 Ländern 1992 in Rio de Janeiro.
Am 20. Juni 1993 wurde die Europäische Föderation Grüner Parteien (EFGP) gegründet. 1996 unterzeichneten 69 Grüne Parteien aus aller Welt eine Protestnote gegen die französischen Atomwaffenversuche im Mururoa-Atoll im Südpazifik.
Die internationalen Global Greens wurden 2001 auf einer Konferenz in Canberra gegründet. Am 21. Februar 2004 wurde schließlich in Rom die Europäische Grüne Partei gegründet.
Grüne Parteien waren bzw. sind in verschiedenen Staaten an der Regierung beteiligt – oft, aber nicht immer, in Koalitionen mit sozialdemokratischen Parteien. Die erste grüne Regierungsbeteiligung auf nationaler Ebene gab es in der Wendezeit in der DDR, als die Grüne Liga und die Grüne Partei von Februar bis März 1990 jeweils mit einem Minister ohne Geschäftsbereich in der Regierung Modrow vertreten waren. Der Grüne Bund in Finnland trat 1995 einer sogenannten Regenbogenkoalition bei und stellte mit Pekka Haavisto den ersten grünen Minister in einem westlichen Land. In Italien war die Federazione dei Verdi Bestandteil der Mitte-links-Bündnisse L’Ulivo und L’Unione, die von 1996 bis 2001 und von 2006 bis 2008 regierten. In Frankreich waren Les Verts bzw. Europe Écologie Les Verts von 1997 bis 2002 und von 2012 bis 2014 Juniorpartner der Parti socialiste. In Deutschland gab es von 1998 bis 2005 eine rot-grüne Koalition unter Gerhard Schröder und Joschka Fischer. In Belgien regierte von 1999 bis 2003 eine Koalition aus jeweils flämischen und wallonischen Liberalen, Sozialisten und Grünen, die „lila-grüne“ oder „Regenbogenkoalition“ genannt wurde.
Indulis Emsis, von März bis Dezember 2004 Ministerpräsident von Lettland, war der weltweit erste grüne Regierungschef. In Tschechien regierte von 2007 bis 2009 eine Koalition aus Konservativen, Christdemokraten und der grünen Strana zelených. In Irland regierte die Green Party von 2007 bis 2011 gemeinsam mit der Fianna Fáil und den Progressive Democrats. Die Socialistisk Folkeparti in Dänemark, die ebenfalls zur grünen Parteienfamilie gehört, war von 2011 bis 2014 Juniorpartner der Sozialdemokraten unter Helle Thorning-Schmidt. In Luxemburg sind Déi Gréng seit 2013 Teil der sogenannten Gambia-Koalition mit Liberalen und Sozialisten. Die schwedische Miljöpartiet de Gröna ist seit 2014 in einer Minderheitsregierung mit den Sozialdemokraten. die Grüne Partei des Bürgerwillens in der Mongolei war 2012 bis 2016 dritter Partner in einem Regierungsbündnis. In Österreich sind Die Grünen seit 2020 als Koalitionspartner der ÖVP Teil der Bundesregierung (Bundesregierung Kurz II, Bundesregierung Schallenberg, Bundesregierung Nehammer).

## Personen
Da Herbert Gruhl nach seinem Austritt aus der CDU sein Bundestagsmandat behielt, gilt er als der erste grüne Bundestagsabgeordnete. Formal vertrat er die Partei Grüne Aktion Zukunft. Er verließ die Grünen am 18. Januar 1981, und mit ihm traten etwa ein Drittel der Mitglieder aus. 1988 führte Gruhl die neugegründete ÖDP zu einem Achtungserfolg bei der Landtagswahl von Baden-Württemberg mit einem Ergebnis von 1,4 Prozent und blieb bis 1989 ihr Bundesvorsitzender.
In den Jahren 1985 bis 1987 und 1991 bis 1994 war Joschka Fischer Umweltminister in Hessen. Er trat unter anderem für eine Rücknahme der Genehmigung für das Hanauer Nuklearunternehmen Nukem ein, in dessen Atomfabrik es am 20. Januar 1987 zu einer Explosion kam. Mit seinen weiteren Ämtern von 1998 bis 2005 als Bundesminister des Auswärtigen und Stellvertreter des Bundeskanzlers der Bundesrepublik Deutschland sowie vom 1. Januar 1999 bis zum 30. Juni 1999 als Präsident des Rats der Europäischen Union war er der erste grüne Politiker, der sich auf das für diese politische Strömung neue Themenfeld der Außenpolitik begab.
Von Februar bis April 1990 war Matthias Platzeck für die Grüne Partei in der DDR Minister ohne Geschäftsbereich im Kabinett von Ministerpräsident Hans Modrow (SED). Die Grüne Liga hatte Klaus Schlüter in die Modrow-Regierung entsandt.
Daniel Cohn-Bendit war eine Integrationsfigur der europäischen Grünen. Er ist sowohl Mitglied der deutschen als auch der französischen Grünen und war von 1994 bis 2014 Mitglied des Europaparlaments. In Deutschland war er 2004, in Frankreich 1999 sowie 2009 grüner Spitzenkandidat.
Unter Jürgen Trittin, der von 1998 bis 2005 Bundesumweltminister war, begann die sogenannte Energiewende mit dem Erneuerbare-Energien-Gesetz, das am 1. April 2000 in Kraft trat. Wenige Monate später, am 14. Juni 2000 wurde der Atomkonsens durch einen Vertrag zwischen der Bundesrepublik mit den Betreibergesellschaften eingeleitet, der den Atomausstieg innerhalb von 32 Jahren vorsah.
Renate Künast war von 2001 bis 2005 Bundesministerin für Ernährung, Landwirtschaft und Verbraucherschutz. Sie setzte die Agrarwende durch, ein Reformpaket, das eine Stärkung des Verbraucherschutzes, die Förderung der ökologischen Landwirtschaft sowie eine Ausweitung des Tierschutzes zum Ziel hatte.
Seit dem 12. Mai 2011 ist Winfried Kretschmann Ministerpräsident von Baden-Württemberg und damit der erste von den Grünen gestellte Ministerpräsident eines deutschen Bundeslandes.
Ska Keller wurde im Januar 2014 zur Spitzenkandidatin der Europäischen Grünen Partei für die Europawahl 2014 bestimmt und ist seit Dezember 2016 Ko-Vorsitzende der Fraktion Die Grünen/Europäische Freie Allianz im Europäischen Parlament.
Am 22. Mai 2016 wurde der langjährige Bundessprecher der österreichischen Grünen, Alexander Van der Bellen, zum Bundespräsidenten gewählt. Der offiziell unabhängige, aber von den Grünen unterstützte Van der Bellen erhielt im ersten Wahlgang der Bundespräsidentenwahl 21,3 % der Stimmen, das bis dahin beste bundesweite Ergebnis für Österreichs Grüne. In der Stichwahl gegen Norbert Hofer von der FPÖ setzte sich Van der Bellen mit 50,3 % der Stimmen durch. Wegen Unregelmäßigkeiten im Wahlablauf wurde die Stichwahl für ungültig erklärt, sie musste in wiederholt werden. Bei der Wiederholung der Stichwahl am 4. Dezember 2016 wurde er mit 53,8 % zum Bundespräsidenten gewählt. Alexander Van der Bellen stellte mit dem Tag seiner Wahl seine Parteimitgliedschaft bei den Grünen ruhend. 2022 wurde Van der Bellen wiedergewählt
Nach der Bundestagswahl 2021 wurde Robert Habeck Stellvertreter des Bundeskanzlers und Bundesminister für Wirtschaft und Klimaschutz der ersten Ampelkoalition auf Bundesebene.

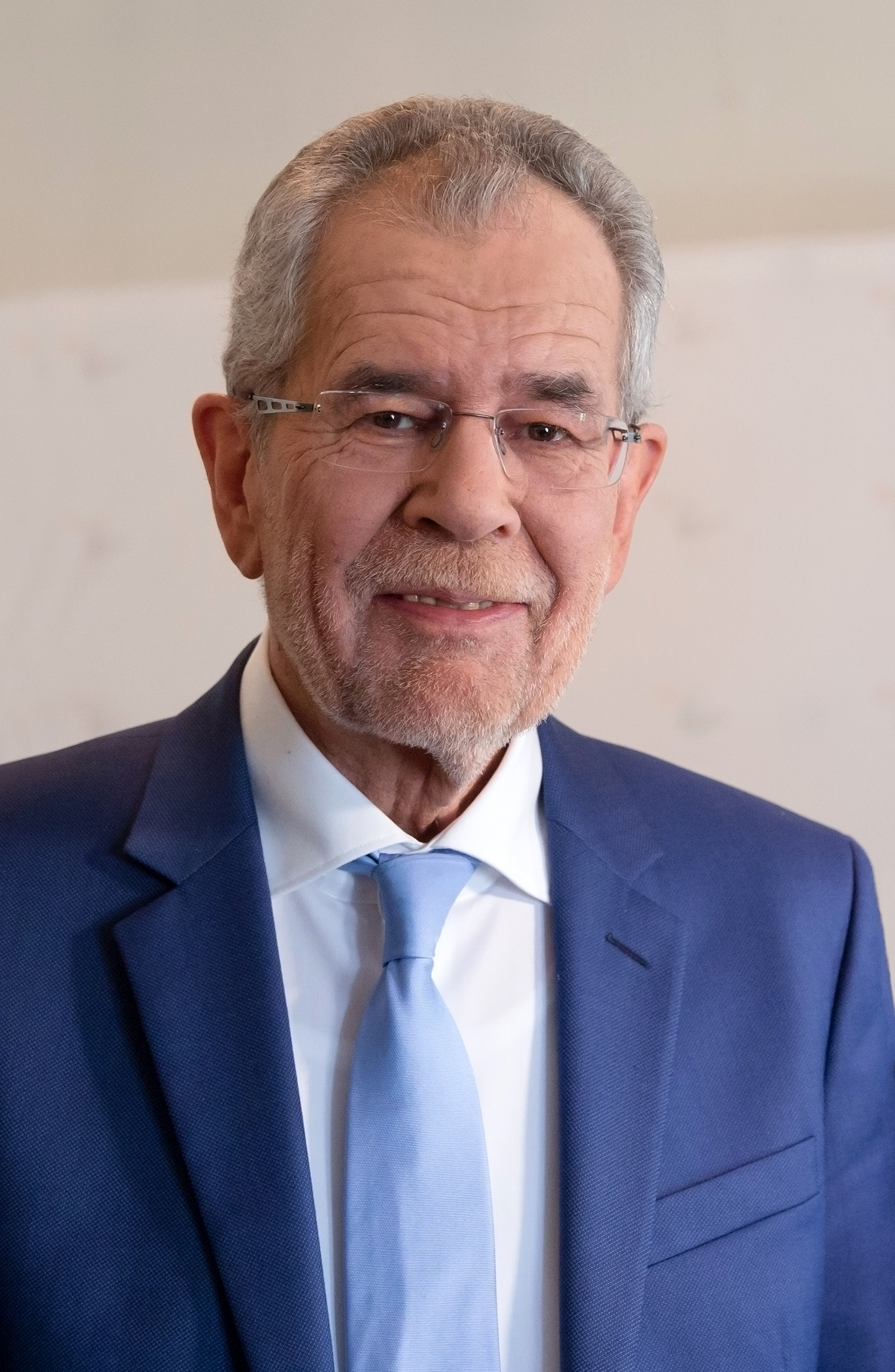
Alexander Van der Bellen
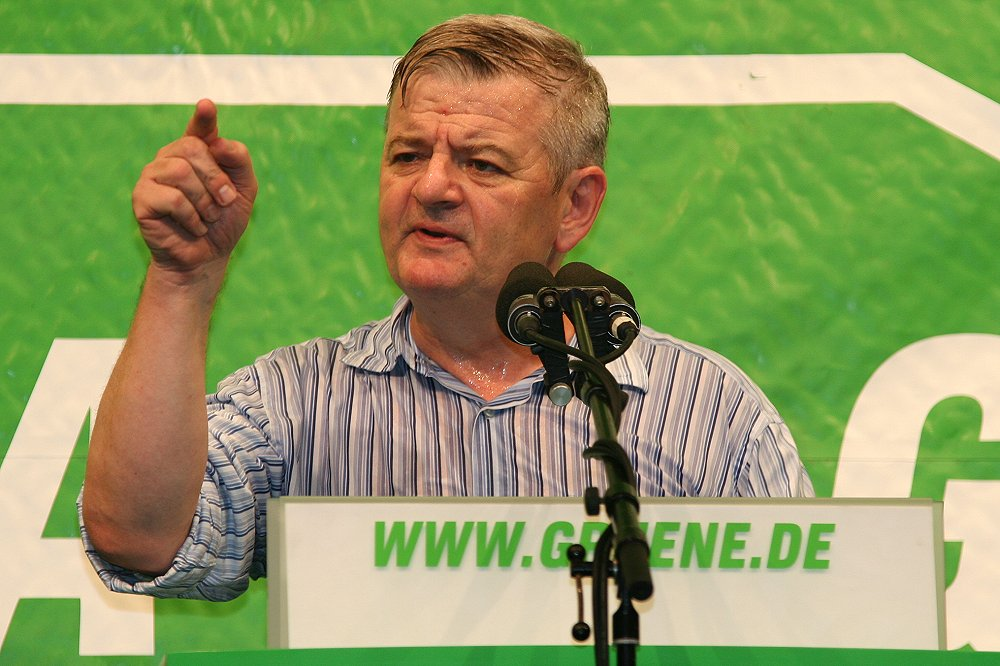
Joschka Fischer
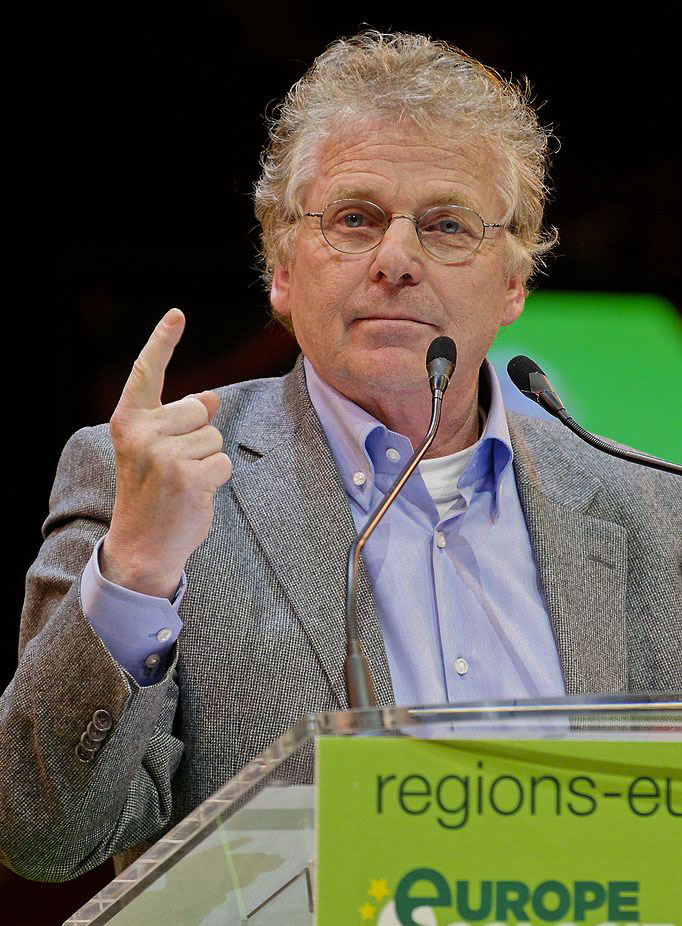
Daniel Cohn-Bendit
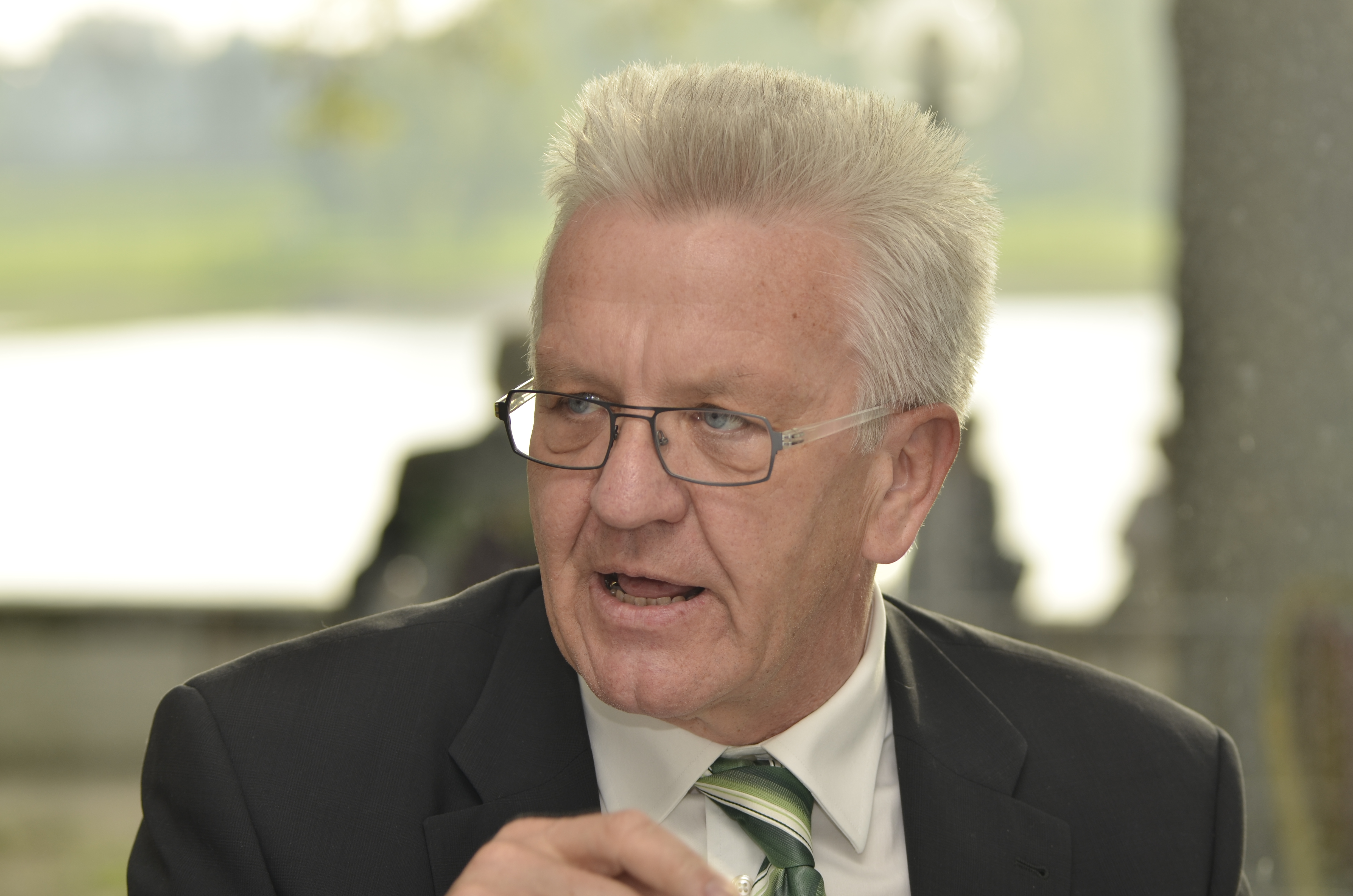
Winfried Kretschmann
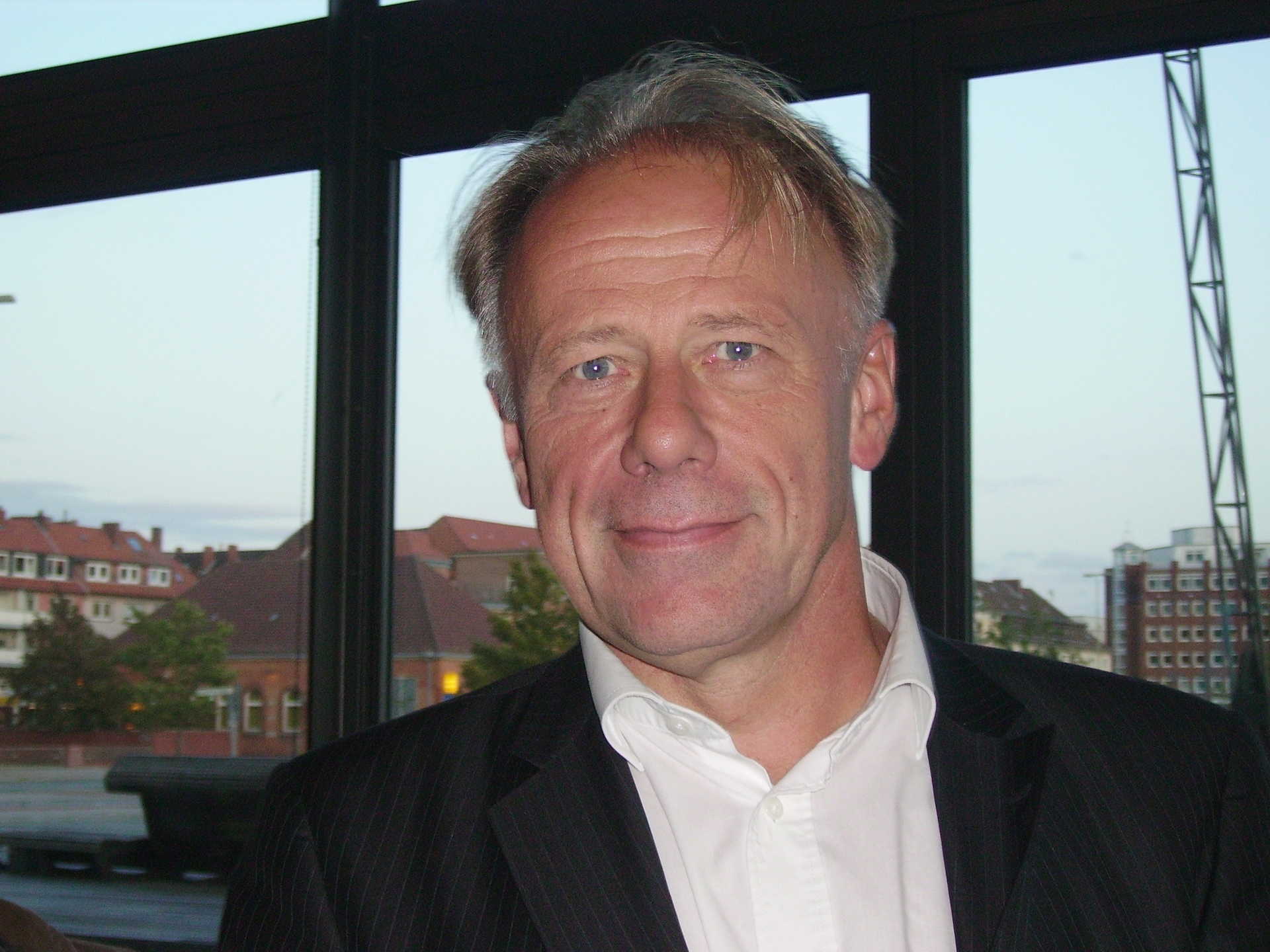
Jürgen Trittin
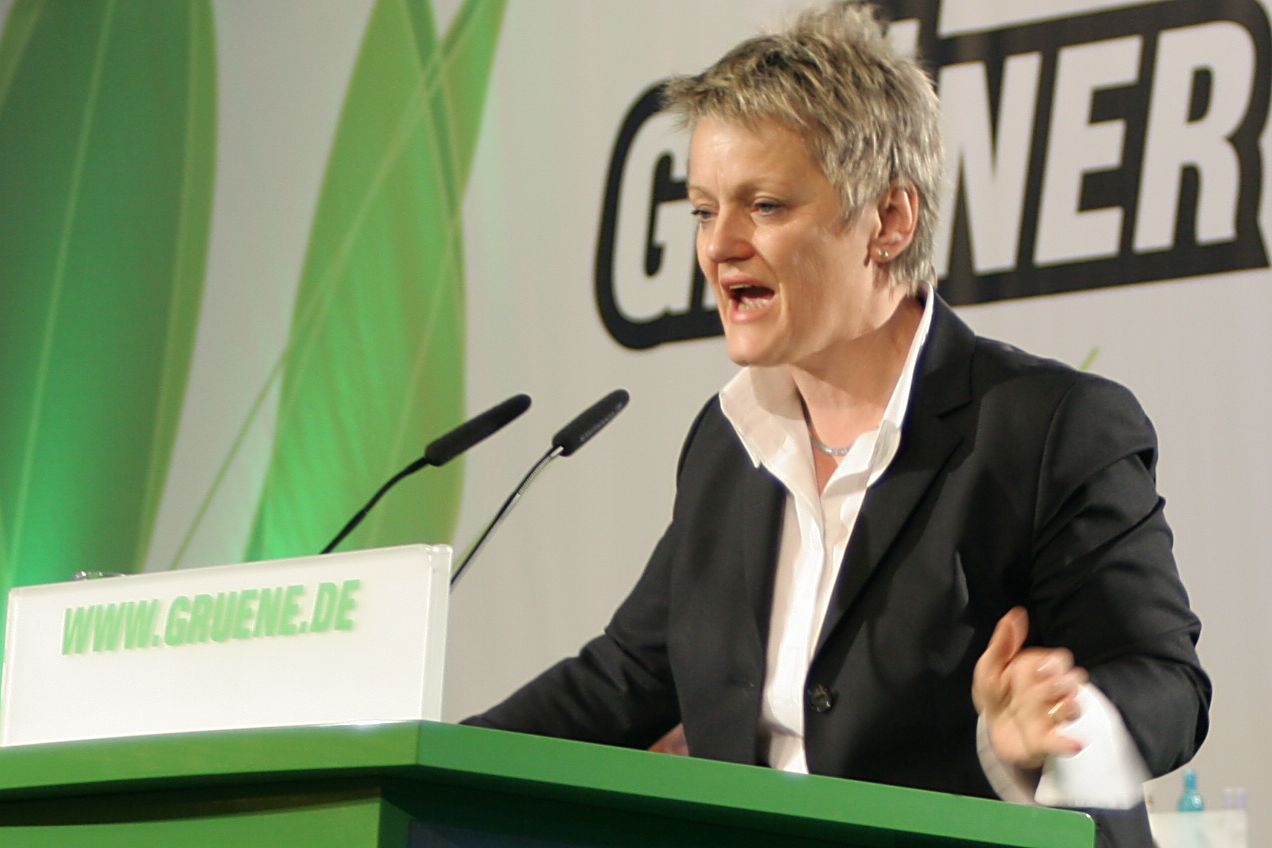
Renate Künast
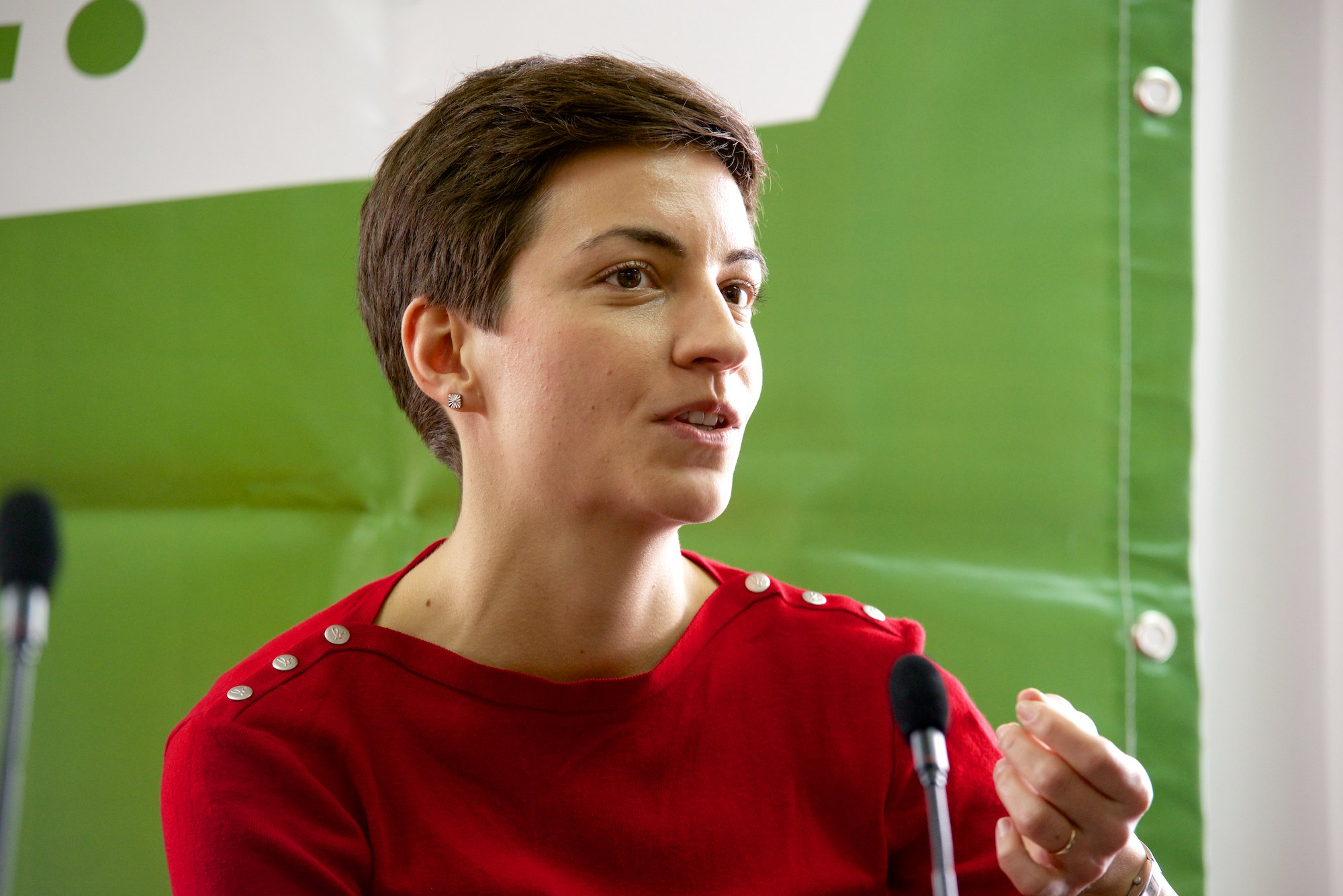
Ska Keller
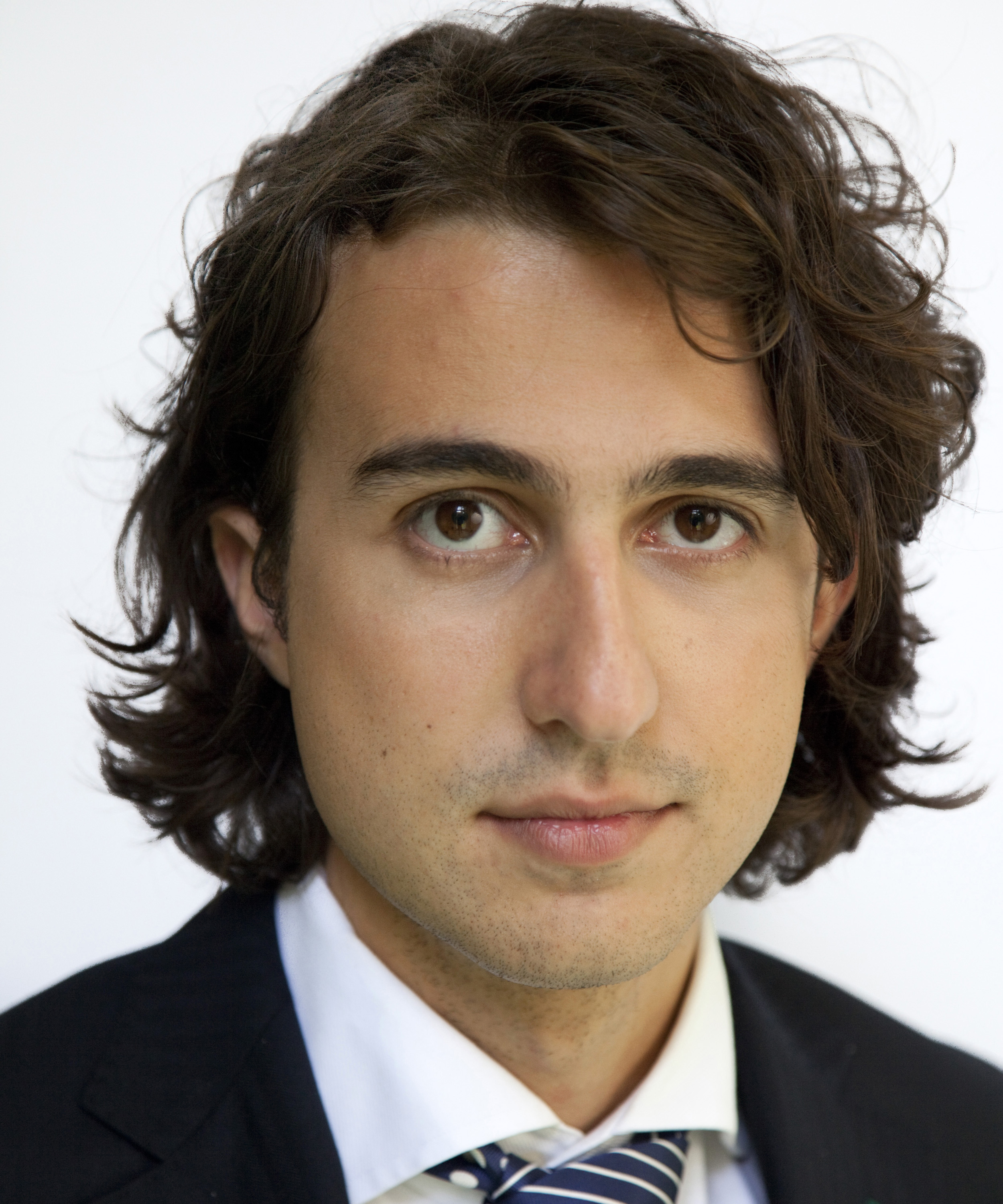
Jesse Klaver
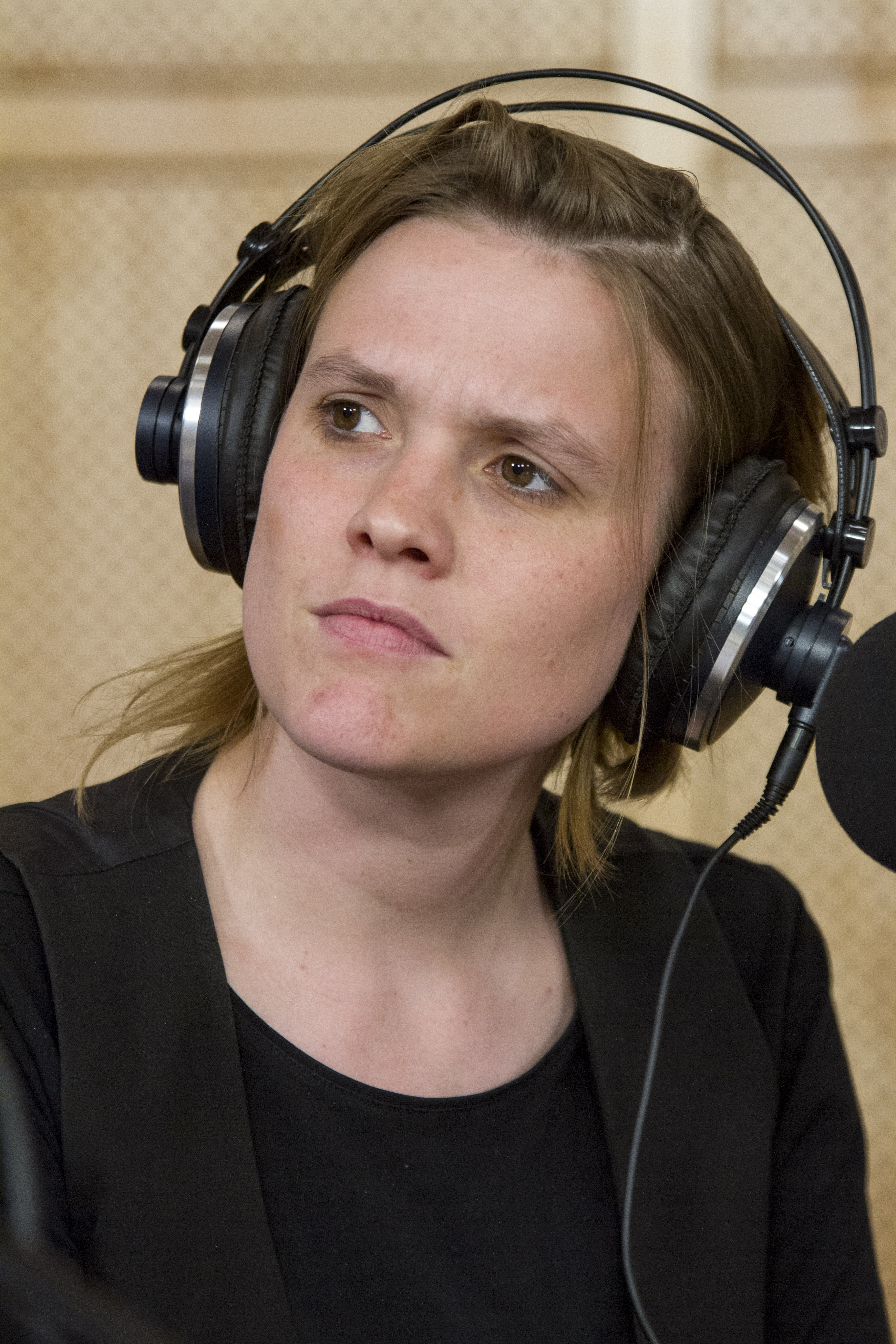
Terry Reintke
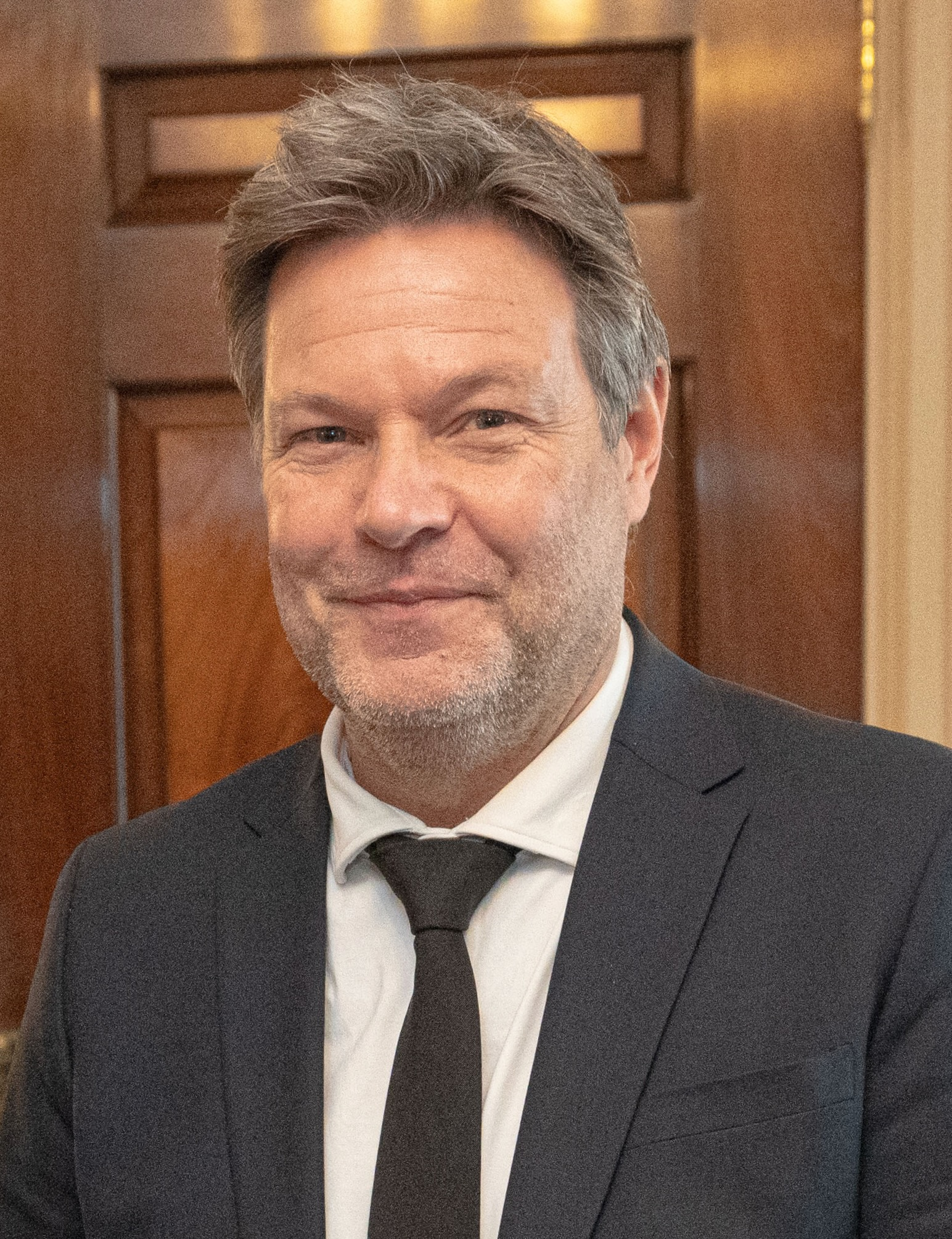
Robert Habeck